# Église de la Sainte-Famille de Gaza
L'église de la Sainte-Famille est la seule paroisse catholique latine de Gaza dans la bande de Gaza. Son curé est le P. Gabriel Romanelli de la congrégation du Verbe incarné, assisté d'un vicaire, le P. Youssef Asaad, également du même institut. Ses paroissiens sont au nombre de deux cents fidèles environ. La majorité des chrétiens de la bande de Gaza - au nombre de trois mille - sont de rite orthodoxe. 
Elle dispose de deux écoles primaires et secondaires, propriétés du patriarcat latin de Jérusalem, et de dispensaires. La paroisse bénéficie de l'aide des Sœurs de la Charité de Mère Teresa et des Sœurs du Verbe incarné (présentes aussi à Bethléem, à Jaffa et en Égypte), ainsi que des Sœurs du Rosaire. Elles s'occupent des malades, des handicapés, des personnes âgées, sans distinction de religion.
Le 17 juillet 2025, l'église est bombardée par l'armée israélienne causant trois morts et blessant le curé Gabriel Romanelli.

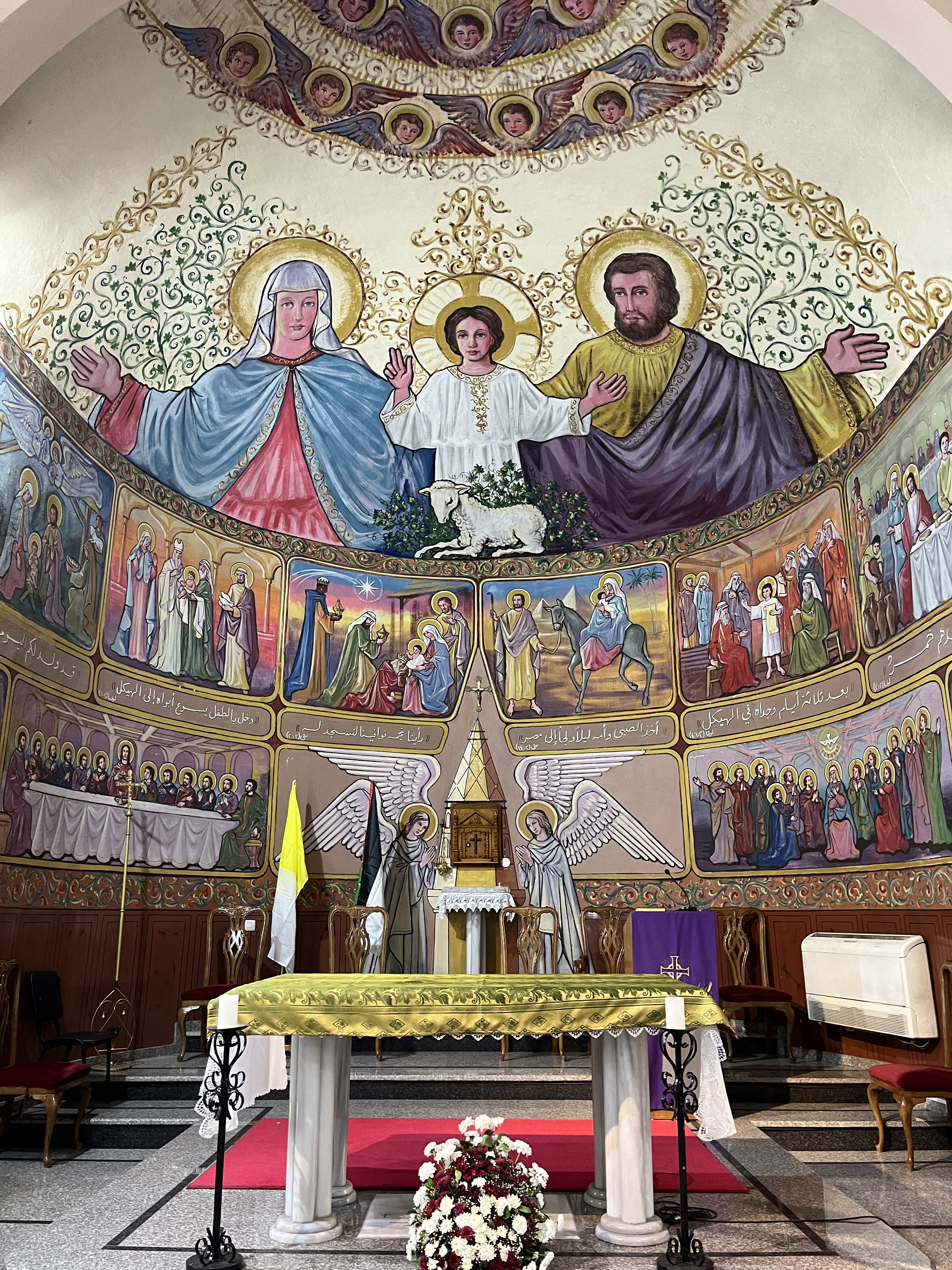
Intérieur de l'église.